# محمد الشحات
لواء أركان حرب محمد فرج الشحات قائد عسكري مصري، من مواليد محافظة الشرقية. شغل سابقاً منصب مدير إدارة المخابرات الحربية والاستطلاع بالقوات المسلحة المصرية.

## حياته المهنية
- تخرج في الكلية الحربية في سلاح المشاة
- حصل على كافة الدورات والفرق الحتمية والأساسية المؤهلة للمناصب القيادية
- حصول على دورة أركان الحرب من كلية القادة والأركان، وزمالة أكاديمية ناصر العسكرية العليا
- حاصل على دورات متقدمة من المملكة المتحدة، بالإضافة إلى العديد من الفرق التأهيلية
- تدرج في المناصب القيادية بالقوات المسلحة، حتى تولى قيادة اللواء 12 مشاة ميكانيكي
- عمل ملحقا للدفاع في المملكة العربية السعودية
- شغل منصب قائد الفرقة 16 مشاة بالجيش الثاني الميداني
- تمت ترقيته إلى رتبة اللواء وعمل مساعدا لمدير إدارة المخابرات الحربية والاستطلاع
- شغل منصب رئيس أركان الجيش الثاني الميداني
- تولى قيادة الجيش الثاني الميداني خلفا للواء أركان حرب أحمد وصفي
- تولى منصب مدير إدارة المخابرات الحربية والاستطلاع[1]